# テレジーナ
テレジーナあるいはテレジナ（Teresina）は、ブラジルの都市。ピアウイ州の州都。ブラジル北東部唯一の内陸の州都である。市の中心部はパルナイーバ川とポティ川の間にあり、そのために「ブラジル北東部のメソポタミア（Mesopotâmia do Nordeste）」と称される。

## 概要
市の北部では2つの河川がともに流れて大西洋まで続く。合流地点は高台から眺められる環境芸術の公園となっている。テレジーナから流れるパルナイーバ川はティモンを横断し、マラニョン州との境まで続く。
テレジーナ市の人口は約87万人（2021年）である。周辺地域はシャパダ・ド・コリスコ（Chapada do Corisco、閃光が平坦な土地を照らす）と呼ばれる。テレジーナは、世界有数の雷発生率の高い都市である。 
テレジーナの最初の名前は、ヴィラ・ノヴァ・ド・ポティ（Vila Nova do Poti）といった。のち、ブラジル帝国皇后テレサにちなみテレジーナと改めた。1852年以後テレジーナは、知事ジョゼ・サライヴァによって行政中心機能をオエイラスから移管され州都となった。また、テレジーナはブラジル初の計画都市であった（1960年完成のブラジリア、1897年完成のベロオリゾンテより古い）。都市の設計は、チェス盤を暗示するといわれてきた。地区ことに分割されており、モカンビーニョ（Mocambinho）は最も人口の多い地区である。街頭に数え切れないほどのマンゴーの木があるために緑の都市と称されている。地元工芸品にはセラミックが含まれる。地元の伝説に登場する人物、カベサ・デ・クイア（Cabeça de Cuia）を表した像がたつ。

## 地理

### 気候

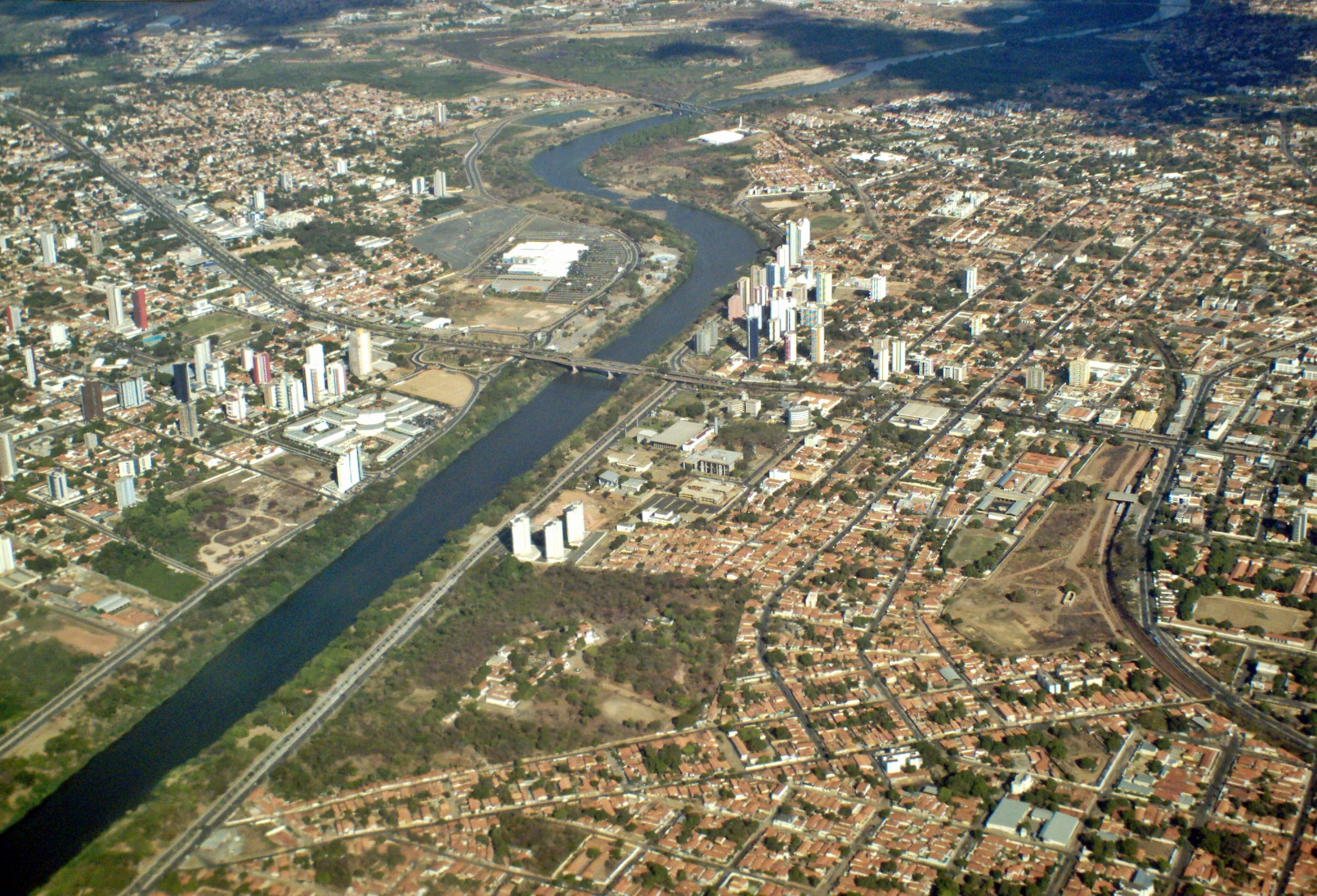
テレジーナ市街を流れるポティ川

赤道に近いため、テレジーナは年間通して気温が高く（26℃から40℃）、比較的気温が低いのは5ヶ月間である。10月から12月が特に暑い。湿度も年間通して高く、低いときでおよそ40％、高いときでおよそ90％であるが、3月から6月までが80％～90％と高い
テレジーナはステップ気候に属し、年間降雨量は250mmから500mmと低い。

### 植生
テレジーナはブラジル北東部の典型的なカアティンガ（en:Caatinga）の植生をもつ。カアティンガとはトゥピ族の言葉で白い森、または白い植生を意味する。カアティンガは砂漠の生物群系ととげのある植物でできた森からなる。多くの一年草と花が育ち、短期間の雨季に枯れてしまう。 

## 経済
テレジーナのGDPは5,245,724,000レアルである（2005年）
テレジーナ市民の平均年収は6,650レアルである（2005年）

## 教育
- ピアウイ連邦大学（Universidade Federal do Piauí (UFPI)）
- Universidade Estadual do Piauí (Uespi);
- Centro Federal de Educação Tecnológica do Piauí (CEFET-PI);
- Instituto de Ciências Jurídicas e Sociais Professor Camillo Filho (ICF).

## 交通
- テレジーナ/セナドール・ペトロニオ・ポルテルラ空港　-　1967年9月開港。テレジーナのダウンタウンから4kmの地点、車でおよそ10分の距離である。
- テレジーナ・メトロ　-　1990年開業。

## スポーツ
プロサッカー・クラブ、リヴェルACとECフラメンゴのホームである。

## 姉妹都市
- 常州市、中国
- ダラス、アメリカ合衆国
- ポジターノ、イタリア
- en:Imperatriz、ブラジル
- en:Teresópolis、ブラジル

## 出身者
- サラ・メネゼス - 柔道家
- クリスラン・エンリケ・ダ・シルバ・デ・ソウザ - サッカー選手
- クラウディオ・ロベルト・ソウザ - 陸上競技選手

## 参照
1. ↑  IBGE 2020
2. ↑  第２版, ブリタニカ国際大百科事典 小項目事典,日本大百科全書(ニッポニカ),デジタル大辞泉,世界大百科事典. “テレジナとは”. コトバンク. 2022年8月16日閲覧。
3. ↑   (Portuguese) (PDF) GDP. Teresina, Brazil: IBGE. (2005). ISBN 85-240-3919-1 2007年7月18日閲覧。
4. ↑   (Portuguese) (PDF) per capita income. Teresina, Brazil: IBGE. (2005). ISBN 85-240-3919-1 2007年7月18日閲覧。